# Cantó de Courbevoie-Sud
El cantó de Courbevoie-Sud és un antic cantó francès del departament dels Alts del Sena, que estava situat al districte de Nanterre. Comptava amb part del municipi de Courbevoie.
Al 2015 va desaparèixer i el seu territori es va repartir entre el cantó de Courbevoie-1 i el cantó de Courbevoie-2.

## Municipis
- Courbevoie (part)

## Història
| Data d'elecció                           | Identitat           | Partit           | Qualitat |
| ---------------------------------------- | ------------------- | ---------------- | -------- |
| 1967-1985                                | Roger Guérin        | PCF              |          |
| 1985-1998                                | Charles Deprez      | UDF, després RPR |          |
| 1998-2011                                | Yolande Deshayes    | RPR, després UMP |          |
| 2011-                                    | Jean-André Lasserre | PS               |          |
| les dades anteriors no són pas conegudes |                     |                  |          |
|                                          |                     |                  |          |

## Demografia
| A partir de 1990: Població sense dobles comptes |